# Labropsis polynesica
Labropsis polynesica là một loài cá biển thuộc chi Labropsis trong họ Cá bàng chài. Loài này được mô tả lần đầu tiên vào năm 1981.

## Từ nguyên
Từ định danh của loài được đặt theo tên của tiểu vùng Polynesia, nơi mà các mẫu vật được phát hiện.

## Phạm vi phân bố và môi trường sống
L. polynesica có phạm vi phân bố ở Trung Thái Bình Dương. Loài này được ghi nhận tại quần đảo Cook, quần đảo Austral, quần đảo Society và Tuamotu, đều là những đảo quốc, quần đảo thuộc tiểu vùng Polynesia.
L. polynesica sống gần các rạn san hô ngoài khơi và trong các đầm phá ở độ sâu khoảng từ 15 đến 38 m.

## Mô tả
L. polynesica có chiều dài cơ thể tối đa được ghi nhận là gần 10,2 cm. Cá đực và cá cái trưởng thành có màu nâu sẫm với các đường sọc màu vàng lục dọc theo chiều dài thân (ở dưới nước, các đường sọc này có màu vàng kim). Đầu có màu nâu vàng với một đốm lớn màu cam trên nắp mang (không có ở cá cái). Môi và vùng xung quanh có màu xanh lam nhạt và có một đốm màu lam sẫm ngay khóe miệng. Vây lưng và vây hậu môn màu xanh lục phớt vàng, có viền màu xanh lam óng ở rìa cùng và một dải đen cận rìa. Vây đuôi màu nâu sẫm, gần như đen; cũng được viền màu xanh óng. Vây ngực và vây bụng màu cam. Cá cái nhỏ và cá con có ba dải sọc đen.
Số gai ở vây lưng: 9; Số tia vây ở vây lưng: 11; Số gai ở vây hậu môn: 3; Số tia vây ở vây hậu môn: 10–11; Số tia vây ở vây ngực: 13–14.

## Hành vi và tập tính
Cá con và cá gần trưởng thành có thể ăn ký sinh bám trên cơ thể cá lớn như một loài cá dọn vệ sinh. Thức ăn chính của loài này là các polyp san hô.

### Trích dẫn
- J. E. Randall (1981). "Revision of the labrid fish genus Labropsis with description of five new species" (PDF). Micronesica. Quyển 17 số 1–2. tr. 125–155.